# Nadzór administracyjny
Nadzór administracyjny – nadzór w administracji publicznej polega na możliwości władczego ingerowania
w działalność podmiotu nadzorowanego, wraz z pociąganiem do odpowiedzialności osób, nakazywania naprawienia uchybień, z zagrożeniem karami dyscyplinarnymi w razie niewykonania tychże nakazów. Nadzór może być prewencyjny (sankcjonowanie czyli zatwierdzanie uchwał)
lub następczy (np. wiążące zalecenia pokontrolne).
Przepisy prawne powinny określać przypadki, zakres, skutki, sposób nadzoru. Co istotne, w przeciwieństwie do kontroli administracyjnej, organ nadzorujący powinien być (o czym często zapominają lokalni urzędnicy) odpowiedzialny za działania podmiotu nadzorowanego.
W nauce administracji wyróżniamy:
1. nadzór zwierzchni (np. nad stowarzyszeniami),
2. nadzór ogólny (w ramach podległości, czyli zależności),
3. specjalistyczny (w określonych dziedzinach, np. prawie budowlanym).